# Stadion Otoka
Stadion Otoka – stadion piłkarski w Sarajewie, stolicy Bośni i Hercegowiny. Został otwarty w 1993 roku. Może pomieścić 5000 widzów. Swoje spotkania rozgrywają na nim piłkarze klubu FK Olimpik Sarajewo oraz piłkarki zespołu ŽNK SFK 2000 Sarajevo.